# Месси (фильм, 2017)
«Месси» — спортивный фильм режиссёра Риинго Банерджи, выпущенный в 2017 году студией Macneill Engineering на бенгальском языке. Название — отсылка к аргентинскому футболисту Лионелю Месси.

## Сюжет
Фильм «Месси» — это история о двух братьях. Старший брат Просун ничего не делает, кроме как слоняется со своей девушкой и устраивает местные футбольные матчи для своего брата, от которого он получает долю выигрыша. Младший брат Чоту, который носит майку с фамилией «Месси», одарён большим футбольным талантом. Он — гордость своей семьи и надежда их отца, который когда-то был футбольным тренером. Во время одного из таких матчей, которые Просун устраивает для Чоту, происходит несчастный случай, и Чоту получает серьёзную травму, которая лишает его возможности играть в футбол. Несчастный инцидент наполняет Просуна чувством вины, и, чтобы избавиться от этого чувства, он пытается занять место своего брата.

## В ролях
- Арианн Бховмик[англ.]
- Ронодип Бозе
- Хаити Гошал[англ.]
- Рана Митра
- Ашика
- Найджел Энтони[англ.]
- Ариндам Бозе
- Шанкар Чакраборти[англ.]
- Сумит Самаддар